# Palmer River (Mitchell River)
Der Palmer River ist ein Fluss in der Region Far North Queensland im Norden des australischen Bundesstaates Queensland.

## Geographie

### Flusslauf
Der Fluss entsteht rund 100 Kilometer südsüdwestlich von Cooktown in der Sussex Range in den Atherton Tablelands, die zur Great Dividing Range zählen, aus den Quellbächen Prospect Creek und Campbell Creek. Von dort fließt er nach Westen, unterquert den Mulligan Highway beim Palmer River Roadhouse und durchquert die Palmer River Goldfields Resources Reserve. Dann setzt er seinen Weg durch dünn besiedeltes Gebiet fort. Etwa 30 Kilometer westlich der Siedlung Drumduff mündet er in den Mitchell River.

### Nebenflüsse mit Mündungshöhen
Er hat folgende Nebenflüsse:
- Prospect Creek – 429 m
- Campbell Creek – 429 m
- Spear Creek – 402 m
- Blackfellow Creek – 387 m
- Little Palmer River – 370 m
- Doughboy Creek – 366 m
- South Palmer River – 350 m
- Granite Creek – 325 m
- North Palmer River – 224 m
- Cradle Creek – 209 m
- Sandy Creek – 208 m
- Fish Creek – 201 m
- Fernhill Creek – 176 m
- Terrible Creek – 176 m
- Station Creek – 171 m
- Burnell Creek – 167 m
- Big Creek – 159 m
- Twelve Mile Creek – 155 m
- Fox Creek – 153 m
- Stewart Creek – 148 m
- Arkara Creek – 137 m
- Terrible Creek – 135 m
- Aralba Creek – 129 m
- King River – 120 m
- Eliza Creek – 117 m
- Fish Creek – 105 m
- Telephone Creek – 85 m
- Yellow Creek – 79 m
- Jimmys Creek – 66 m

## Goldfelder am Palmer River
Im 19. Jahrhundert fand am Oberlauf des Palmer River ein Goldrausch statt, der 1872 begann. Inzwischen wurde das meiste alluviale Gold aufgesammelt, aber es gibt auch heute noch einige tiefere Bergwerke in der Gegend. Die wichtigste Siedlung in den Goldfeldern war Maytown.
Unter den Bergleuten gab es viele Chinesen, hauptsächlich aus der Provinz Guangdong in Südchina. Auch gab es verschiedentlich Konfrontationen zwischen den Siedlern und den Aborigines der Gegend, z. B. bei Battle Camp.